# RABDe 8/16

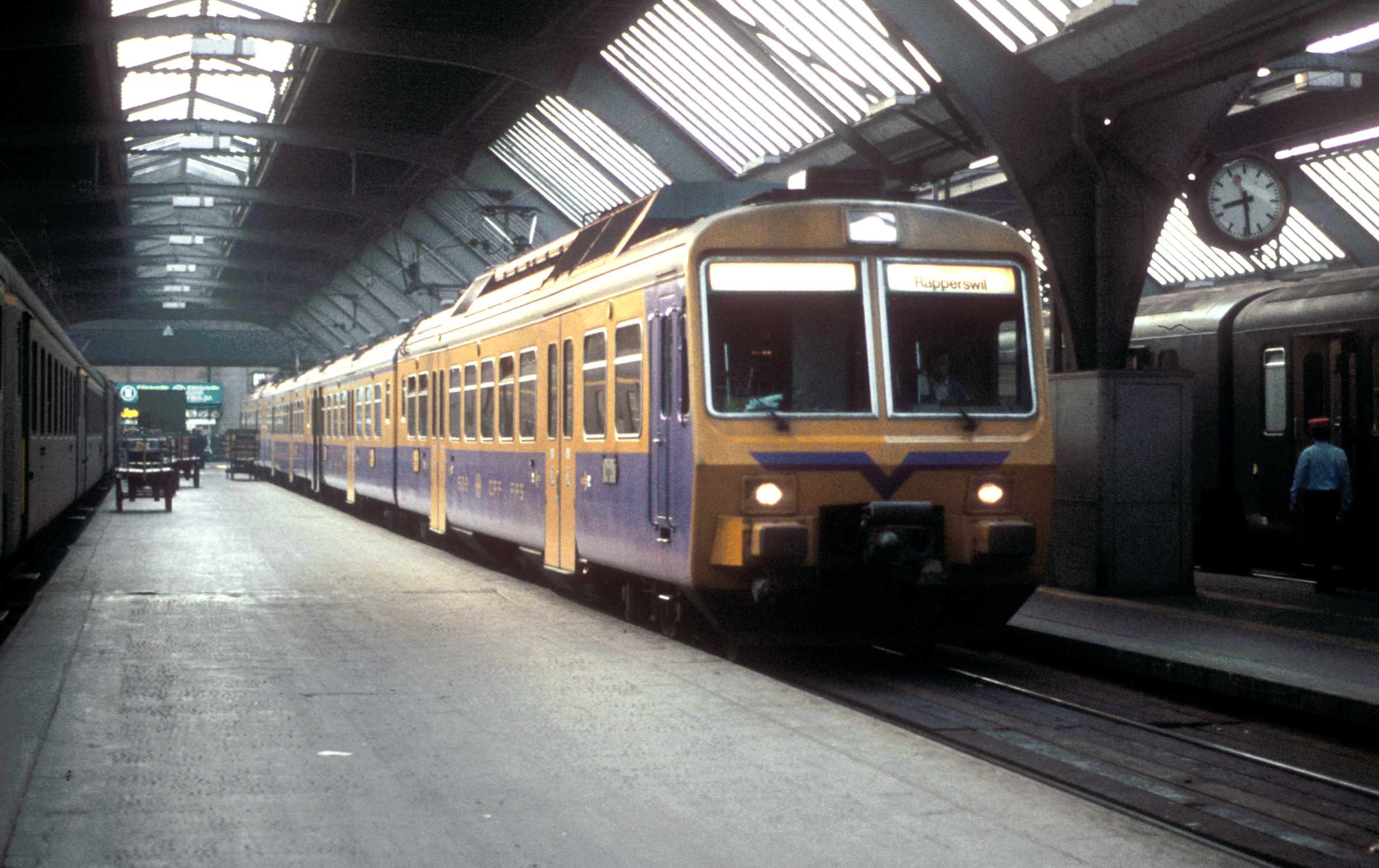
Train régional en direction de Rapperswil à Zürich

La RABDe 8/16 est une rame automotrice construite par Société anonyme des ateliers de Sécheron, SWS, SIG, Schindler Waggon et utilisée en particulier par les chemins de fer fédéraux suisses.

## Exemplaires livrés
Nr. 2001 27 janvier 1976 
 
Nr. 2002 18 mai 1976 
 
Nr. 2003 13 avril 1976 
 
Nr. 2004 31 août 1976 